# March of Dimes

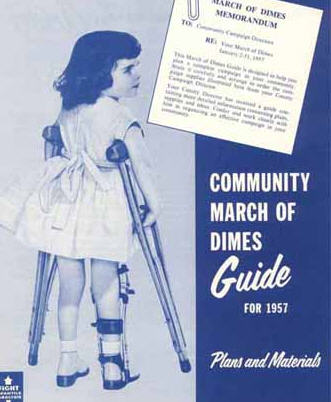
Poster, das zum March of Dimes aufruft

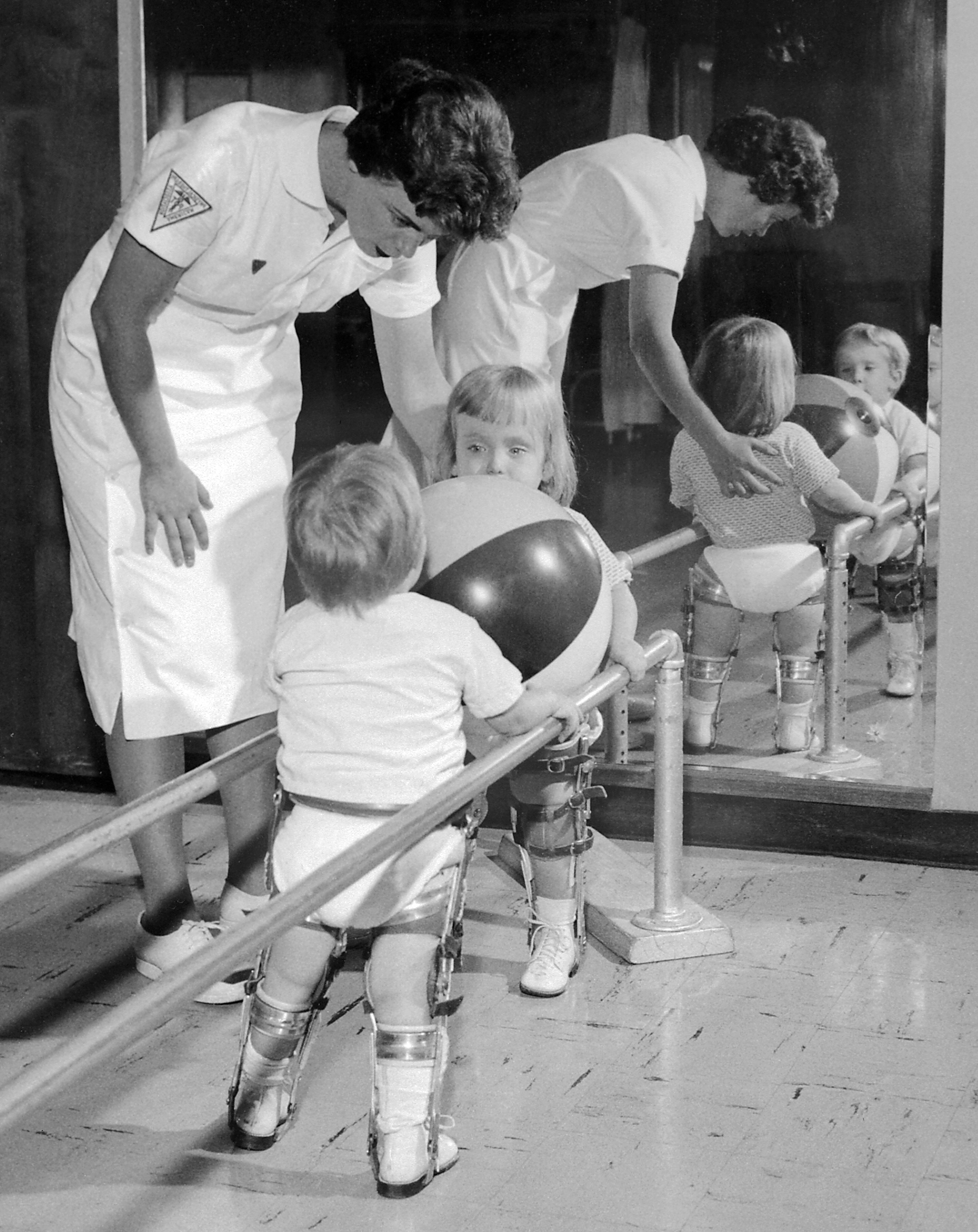
March of Dimes unterstützte auch die Versorgung von Polio-Opfern

March of Dimes ist eine US-amerikanische Wohltätigkeitsorganisation, die sich heute zum Ziel gesetzt hat, die Gesundheitssituation von Neugeborenen zu verbessern. Die Organisation wurde 1938 als National Foundation for Infantile Paralysis auf Initiative von Franklin D. Roosevelt gegründet, um Heilungsmöglichkeiten und Präventionsmittel für Polio (Kinderlähmung) zu finden. Seit 1979 trägt die Organisation die Bezeichnung March of Dimes und erinnert damit auch an eine ihrer erfolgreichsten Kampagnen. Ab den 1960er Jahren war die Organisation Teil des „Eugenics Establishment“.

## Geschichte
Polio war bis etwa zur Mitte des 19. Jahrhunderts eine endemisch auftretende Krankheit. Im Verlauf des 19. Jahrhunderts kam es jedoch vermehrt zu epidemieartigen Ausbrüchen. Die Otter-Valley-Polio-Epidemie im Jahre 1894 war die erste Polio-Epidemie, die für die Vereinigten Staaten wissenschaftlich beschrieben wurde. Ihr folgten zahlreiche kleine Epidemien. Im Juni 1916 kam es in den Oststaaten der Vereinigten Staaten erneut zu einer schweren Polio-Epidemie, in deren Verlauf über 6.000 Menschen starben. Allein für die Stadt New York wurden über 8.900 Krankheitsfälle gemeldet, wobei jeweils nur die paralytische Verlaufsform registriert wurde. Etwa 27 Prozent der Erkrankten starben; 80 Prozent davon waren Kinder unter fünf Jahren.
In den Vereinigten Staaten folgten regionale Epidemien in einem Turnus von etwa fünf bis sechs Jahren, während es in den Intervallen immer wieder zu sporadischen Fällen kam. Zu den Opfern des Sommers 1921 zählte der junge Franklin D. Roosevelt. Es wird heute zwar nicht ausgeschlossen, dass Franklin D. Roosevelt am Guillain-Barré-Syndrom litt; er selbst und seine Ärzte nahmen bis zu seinem Lebensende eine Polio-Erkrankung an. Roosevelt, der sich sehr für die Bekämpfung der Polio-Erkrankung engagierte, gründete am 3. Januar 1938 die National Foundation for Infantile Paralysis. Ziel dieser Stiftung war es, Geld für die Forschung und für die Versorgung von Polio-Opfern zu sammeln. Aufgrund von Franklin D. Roosevelts Verbindungen engagierten sich bald auch Persönlichkeiten des öffentlichen Lebens dafür. Die Bezeichnung March of Dimes wurde von dem Unterhaltungskünstler Eddie Cantor vorgeschlagen, der sich mit diesem Titel an die bekannte US-amerikanische Nachrichtensendung The March of Times anlehnte.
Mit der Verwendung von „Dime“ (10-Cent-Münze) sollte zum Ausdruck gebracht werden, dass sich jeder an dem Kampf gegen Polio beteiligen könne und sei seine Spende noch so klein. Eddie Cantors Aufruf schlossen sich andere bekannte Persönlichkeiten der US-amerikanischen Unterhaltungsindustrie wie Jack Benny, Bing Crosby, Rudy Vallée und Edgar Bergen an. Der Erfolg des Aufrufs war so groß, dass das Postbüro des Weißen Hauses die Anzahl der Briefe kaum noch bewältigen konnte. Das Weiße Haus erhielt damals etwa 5.000 Briefe täglich – am dritten Tag nach dem Aufruf gingen mehr als 150.000 Briefe ein.
Während der ersten 17 Jahre unterstützte March of Dimes Wissenschaftler bei der Erforschung der Krankheitsursache und der Entwicklung von Mitteln gegen Polio. Die Dringlichkeit, ein Heilmittel gegen diese Krankheit zu finden, nahm insbesondere in den Jahren nach dem Zweiten Weltkrieg zu, als die Zahl der Krankheitsfälle stark anstieg. Zu wesentlichen Fortschritten in der Erforschung eines Impfstoffes führte 1952 die Einführung der Viruskultur durch J. F. Enders, dank der Jonas Salk 1954 einen inaktivierten (Tot-)Impfstoff entwickeln konnte.
Sowohl J. F. Enders als auch Jonas Salk hatten erhebliche Forschungsgelder von March of Dimes erhalten. Der von Albert Sabin entwickelte abgeschwächte Lebendimpfstoff führte ab 1960 zu den wesentlichen Fortschritten bei der Poliobekämpfung. Dank der Impfstoffe sanken die Poliofälle von jährlich mehreren 100.000 auf nur noch etwa 1.000 pro Jahr. Zu den Tätigkeitsfeldern der March-of-Dimes-Organisation zählte auch die Unterstützung von Polio-Opfern. Viele der Erkrankten waren gelähmt und auf eine intensive Betreuung angewiesen. March of Dimes stellte den betroffenen Familien dafür Geld zur Verfügung.
Ab 1958 setzte sich March of Dimes (MoD) ein weiteres Ziel: Die gesammelten Gelder sollten verwendet werden, um die Rate an Frühgeburten, missgebildeten Kleinkindern sowie die Säuglingssterblichkeit zu reduzieren. Virginia Apgar, eine sehr erfahrene Chirurgin und Geburtshelferin, wurde vice president for Medical Affairs bei MoD und leitete das MoD-Programm zur Erforschung von 'birth defects' (etwa: Fehlbildungen), deren Behandlung und deren Prävention.

## Aktuelle Tätigkeitsfelder
MoD finanziert bis heute Forschungsaktivitäten und unterstützt Kliniken, in denen Frühgeborene versorgt werden. Seit 1970 veranstaltet MoD einen March for Babies und hat bislang  1,7 Milliarden US-Dollar Spenden gesammelt. MoD vergibt mehrere Wissenschaftspreise, darunter den mit 250.000 US-Dollar dotierten March of Dimes Prize in Developmental Biology (Entwicklungsbiologie) und den Agnes Higgins Award (Ernährung Schwangerer).
Zahlreiche Prominente unterstützen MoD.
March of Dimes wird häufig als Beispiel einer Organisation genannt, die nach dem Erreichen ihres ursprünglichen Zieles und Gründungsgrundes sich nicht aufgelöst hat, sondern ihre Aktivitäten auf einem anderen Gebiet fortsetzt. Die heutige Zielsetzung der Organisation, die Verbesserung der Gesundheit von Neugeborenen, stellt kein endliches Ziel dar. Charity Navigator bewertete March of Dimes im Jahre 2008 mit nur einem von vier möglichen Punkten. Mit dieser Beurteilung weist Charity Navigator darauf hin, dass andere Organisationen ihr Ziel effizienter erreichen. 2020 war die Bewertung auf zwei von vier Punkten gestiegen.

## Sonstiges
In München gibt es die Stiftung Pfennigparade. Ihr Name ist die deutsche Übersetzung von March of Dimes.

## Belege